# Mountain Eye
Mountain Eye is een Nederlandse metalband. De band werd in 2017 gevormd door leden van verschillende bands uit de Europese metalscene. In 2018 toerde Mountain Eye in hun 'Take Control' tour door Nederland en België. Hun debuutalbum 'Roads Uncharted' werd op 28 januari 2019 uitgebracht. Het album is inmiddels meer dan een miljoen keer gestreamd. Hun videoclip voor het nummer 'Misery' van dit album werd meer dan 200.000 keer bekeken op YouTube.
In 2019 werd de band uitgekozen uit duizenden bands voor de top 25 van de Impericon Next Generation wedstrijd. Ze eindigden uiteindelijk 3e, waardoor ze net buiten de prijzen vielen.
De band werd in 2020 geselecteerd voor de Popronde, maar speelde vanwege Corona geen enkele show.
In 2021 bracht de band de singles 'Misery (live)', 'Watershed' en 'Synopsis' uit. Hiermee landen ze op officiële Spotify playlist 'New Blood' & 'Alternative Metal'. 'Synopsis' is inmiddels al meer dan 240.000 keer bekeken op YouTube.
De band tekende in oktober 2021 bij platenlabel 'Golden Robot Records' onder het sublabel 'Crusader Records'. Onder dit label bracht de band de singles 'My Last Winter Trail', 'IME' en 'Event Horizon' uit. De laatste twee werden opgepikt door officiële Spotify playlists, respectievelijk 'Rauwe Kost' en 'All New Metal' & 'New Music Friday NL'. Ook kwam 'Event Horizon' op de playlist 'Weekly Wire' terecht, van Loudwire. 
De band is in 2022 wederom geselecteerd voor Popronde, en speelde onder andere shows in Nijmegen, Deventer, Den Haag en Rotterdam. 
Op 9 september 2022 werd het tweede album 'First We Become Ashes' uitgebracht. Dit viel samen met de release van '9 Knives', de laatste single van dit album. Ook deze single werd opgepikt door de officiële Spotify playlist 'All New Metal'. Het conceptalbum is gebaseerd op de theorie van Nietzsche uit zijn boek Also sprach Zarathustra.  

## Bandleden
- Arthur – zang
- Omar – gitaar
- Tim – gitaar
- Sebastiaan – basgitaar
- Matthijs – drums

## Discografie

### Studioalbums
- Roads Uncharted - 2019
- First We Become Ashes - 2022

Singles
- Misery (Live) - 2021
- Watershed - 2021
- Synopsis - 2021
- My Last Winter Trail - 2021
- IME - 2022
- Event Horizon - 2022
- 9 Knives - 2022

## Tours

### Tours
- Take Control - 2018/2019/2020
- First We Become Ashes - 2021/2022